# Koloman Slušný
Koloman Slušný (3. května 1884 Liptovský Trnovec – 13. března 1961 Bratislava) byl československý politik, meziválečný poslanec Národního shromáždění za Hlinkovu slovenskou ľudovou stranu, později za Autonomistický blok.

## Biografie
Profesí byl vrchním komisařem. Podle údajů z roku 1935 bydlel v Spišské Nové Vsi.
V parlamentních volbách v roce 1929 získal mandát v Národním shromáždění. Obhájil ho v parlamentních volbách v roce 1935, nyní již za Autonomistický blok, jehož vznik iniciovala Hlinkova slovenská ľudová strana. Poslanecké křeslo si oficiálně podržel do zrušení parlamentu roku 1939.
Během tzv. slovenského štátu působil jako župan Tatranské župy.